# Pic Desolation
Pour les articles homonymes, voir Desolation.
Le pic Desolation, en anglais Desolation Peak, est une montagne située sur le territoire du comté de Whatcom au nord de l'État de Washington aux États-Unis.

## Toponymie
Le nom du pic tire son origine dans un feu de forêt qui ravagea ses pentes en 1926.

## Géographie
La montagne dont l'altitude atteint 1 860 mètres appartient à la chaîne montagneuse des North Cascades. Le sommet est situé dans la Ross Lake National Recreation Area, une zone récréative située à l'est du parc national des North Cascades. La montagne est située sur la rive orientale du lac Ross, un lac artificiel formé sur le fleuve Skagit.

## Histoire
Depuis 1933, une tour de garde est présente au sommet de la montagne. Cette tour a pour but d'accueillir en été un garde dont la mission est de détecter les départs d'incendie. L'écrivain américain Jack Kerouac fut employé à cette tâche durant 63 jours en 1956. Cette période de solitude l'a en partie inspiré pour ses œuvres Les Clochards célestes et Anges de la Désolation. Le sentier de randonnée Desolation Peak Trail permet de visiter la tour de garde construite en 1933,.